# فیلیپه سانچون
فیلیپه سانچون (انگلیسی: Felipe Sanchón؛ زادهٔ ۸ آوریل ۱۹۸۲) بازیکن فوتبال اهل اسپانیا است.
از باشگاه‌هایی که در آن بازی کرده‌است می‌توان به باشگاه فوتبال هرکولس، باشگاه فوتبال بارسلونا سی، باشگاه فوتبال ژیرونا، باشگاه فوتبال اودینزه، باشگاه خیمناستیک تاراگونا، باشگاه فوتبال آریس سالونیک، باشگاه فوتبال گرانادا، و باشگاه فوتبال بارسلونا اشاره کرد.